# Noordzijde (Amsterdam)

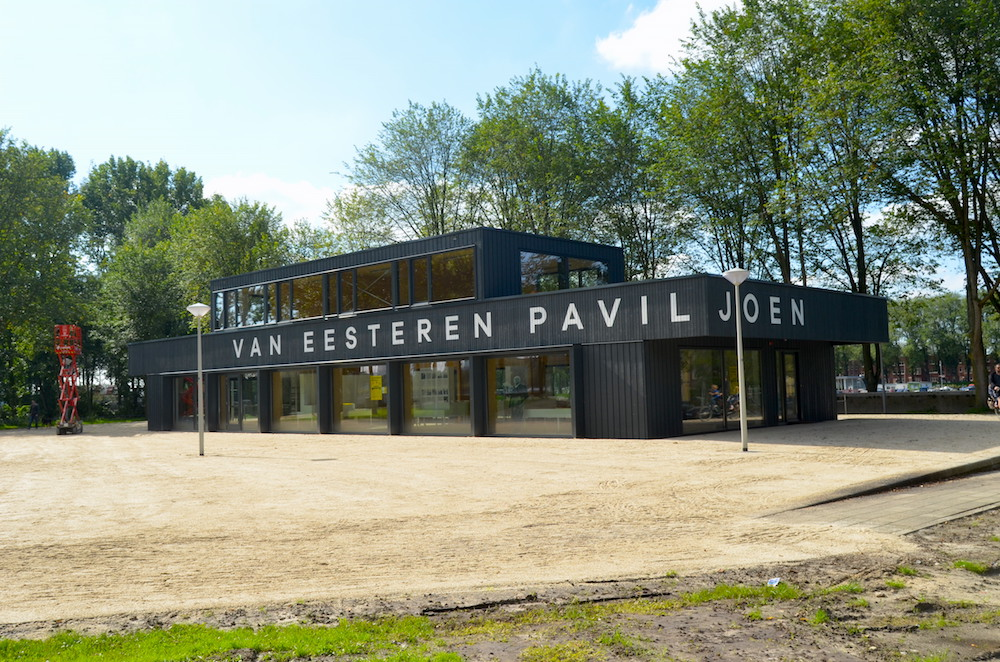
Van Eesteren Paviljoen; 2017.

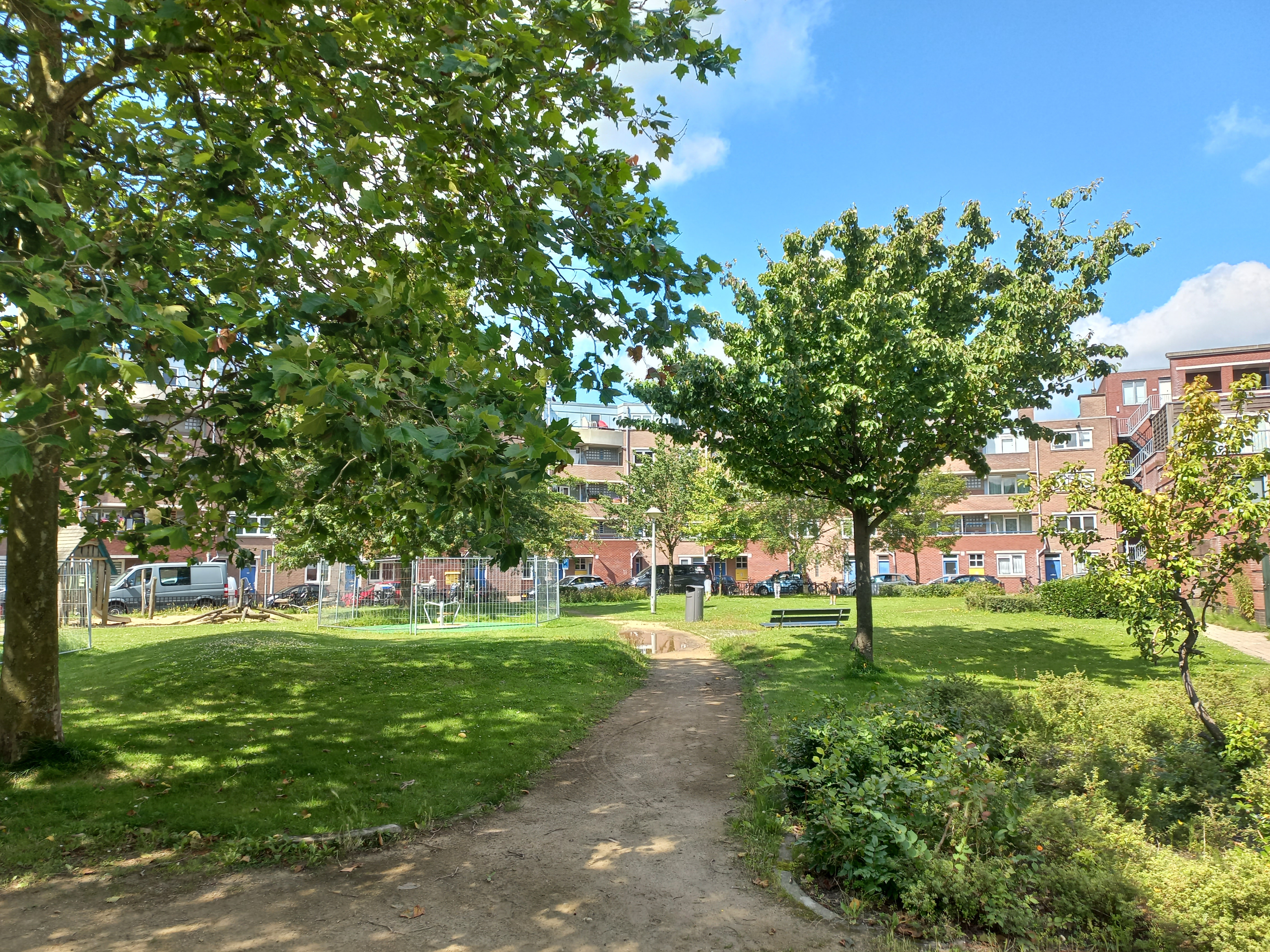
Verlengde van Noordzijde in Noorderhof (juli 2025)

De Noordzijde is een straat in Amsterdam Slotermeer. Deze is tevens de noordoever van de Sloterplas. Sinds 2017 is de Noordzijde met de noordelijke oever van de Sloterplas aangewezen als Gemeentelijk beschermd stadsgezicht.

## Geschiedenis en ligging
De straat werd bij een raadsbesluit van 6 oktober 1948 vernoemd naar de ligging ten opzichte van die Sloterplas net als de andere oevers die de namen Oostoever en Westoever kregen.
De straat loopt oost-west en begint bij de rotonde Oostoever, alwaar gebouw het Schip van Slebos ligt. De straat ligt in het verlengde van de Jan Evertsenstraat. Het eerste deel loopt naar het noordwesten. Naast de verkeersweg is een brede groenstrook met iepenlanen met voet- en fietspaden. De straat eindigt bij de Slotermeerlaan tegenover de Socratesstraat.
Aan de zijde van de Sloterplas bevindt zich een brede wandelboulevard in aansluiting op het terras bij de Oostoever. Ook is er een jachthaven met een pier. Aan de andere kant van de jachthaven bevindt zich een baai die in de jaren zestig Varkensbaai werd genoemd maar na de aanleg van een recreatiestrand in mei 2017 'Sloterstrand' werd gedoopt.
Ten westen van de brug 617, over de gracht langs de Frans Bastiaansestraat, was het terrein van de Onze-Lieve-Vrouw-van-Lourdeskerk uit 1955, met daarom heen een aantal scholen.
Op de vroegere parkeerterreinen van het Sloterparkbad ten zuiden van de Noordzijde werd in de jaren tachtig nieuwbouw gerealiseerd, waar de straat Noordzijde met een bocht langs ging lopen. Doorgaand autoverkeer was hier niet meer mogelijk. Ook verscheen er een woonwagenkamp, dat later verhuisde naar het Eendrachtspark.
Na afbraak van de scholen in de jaren tachtig werd aan weerszijden van de Noordzijde eind jaren negentig de nieuwbouwwijk Noorderhof gebouwd. Hierbij werd de Noordzijde verlegd met een bocht naar het zuiden en daarna naar het noorden en kreeg het oorspronkelijke gedeelte de naam J.F. Berghoefplantsoen. Sindsdien is het laatste deel van de straat geen doorgaande straat meer maar alleen bestemd voor bestemmingsverkeer.

## Gebouwen
De huisnummers lopen sinds de bouw van het Noorderhof op van 30 tot en met 423, al ontbreken de meeste nummers. De nummering heeft betrekking op de huizen in het Noorderhof uit de jaren negentig en begint ten westen van de genoemde brug.
Gezichtsbepalend aan Noordzijde zijn al sinds 1962-1964 drie hoogbouwflats naar een ontwerp van Piet Zanstra, die echter aan de Burgemeester Hogguerstraat gelegen zijn.
Na de T-kruising met de Burgemeester Rendorpstraat volgen een aantal haakvormige portiekflats naar ontwerp van Cornelis Keesman, aan straten genoemd naar redders ter zee (o.a. Jan Cupidohof).
In 2017 verrees halverwege, op het bastion tegenover de Burgemeester Rendorpstraat, het Van Eesteren Paviljoen dat onderdak biedt aan het Van Eesteren Museum. Het adres is Noordzijde 31.

## Kunst
Het Van Eesteren Museum heeft vanaf de oprichting het plan langs de Noordzijde een beeldentuin in te richten met beelden uit de wederopbouw. In 2018 werd een uit Osdorp afkomstig door Aldo van Eyck ontworpen speeltoestel uit de jaren zestig geplaatst. Naast het Paviljoen staat een in 2004 geplante koningslinde ter nagedachtenis aan de in dat jaar overleden Juliana der Nederlanden; de boom wordt beschermd door een kunstig hekwerk.

## Openbaar vervoer
Aan het westelijke einde van Noordzijde werd in 1954 het eindpunt met keerlus van tramlijn 13 in gebruik genomen. Deze lijn bleef hier tot 1974. Van 1989 tot 2018 had tramlijn 14 hier zijn eindpunt. Sinds 2004 heeft tramlijn 7 hier zijn eindpunt. Bus 369 heeft er een halte staduitwaarts.

## Foto's

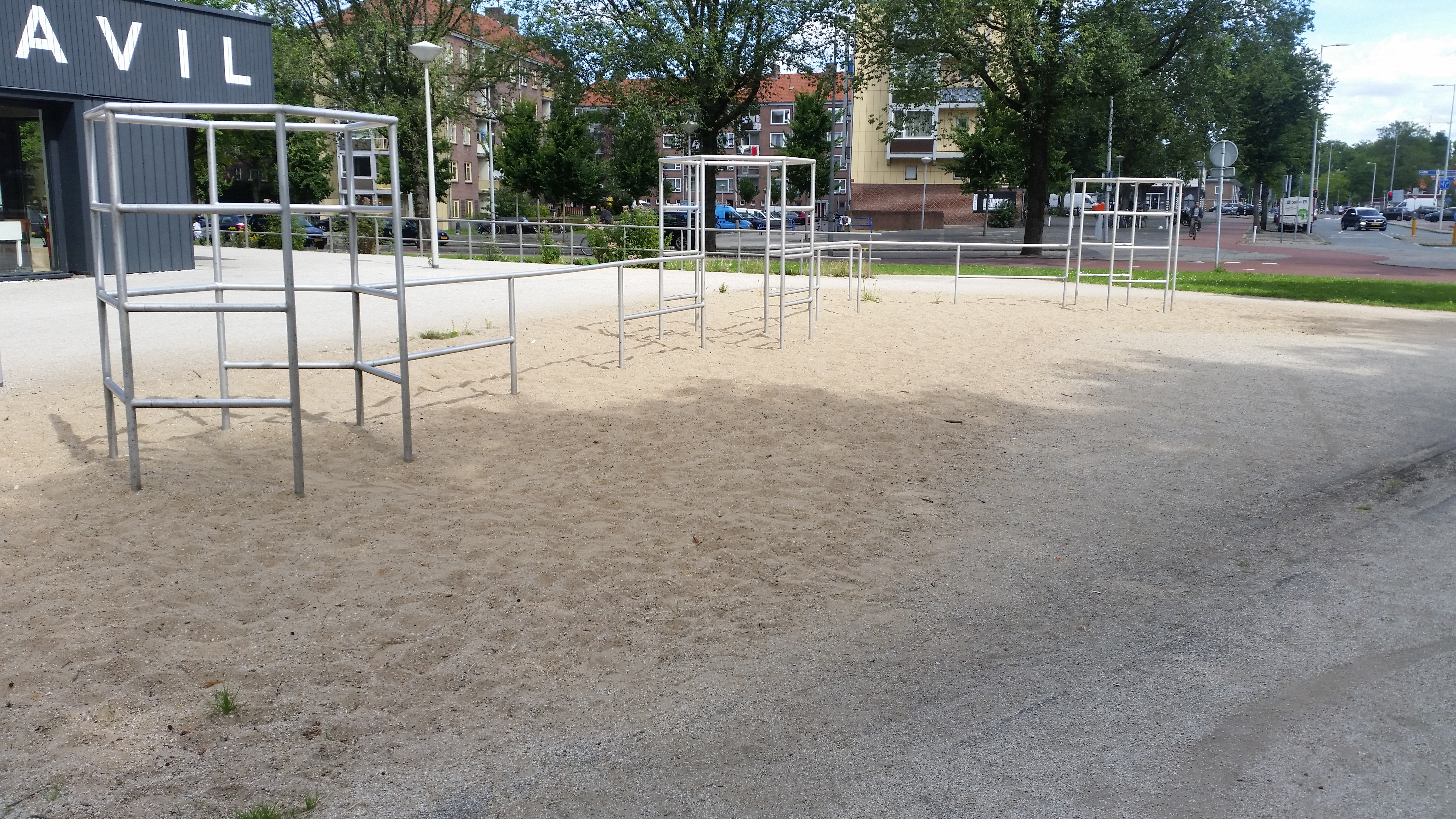
Speeltoestel bij het Van Eesteren Paviljoen; 2020.
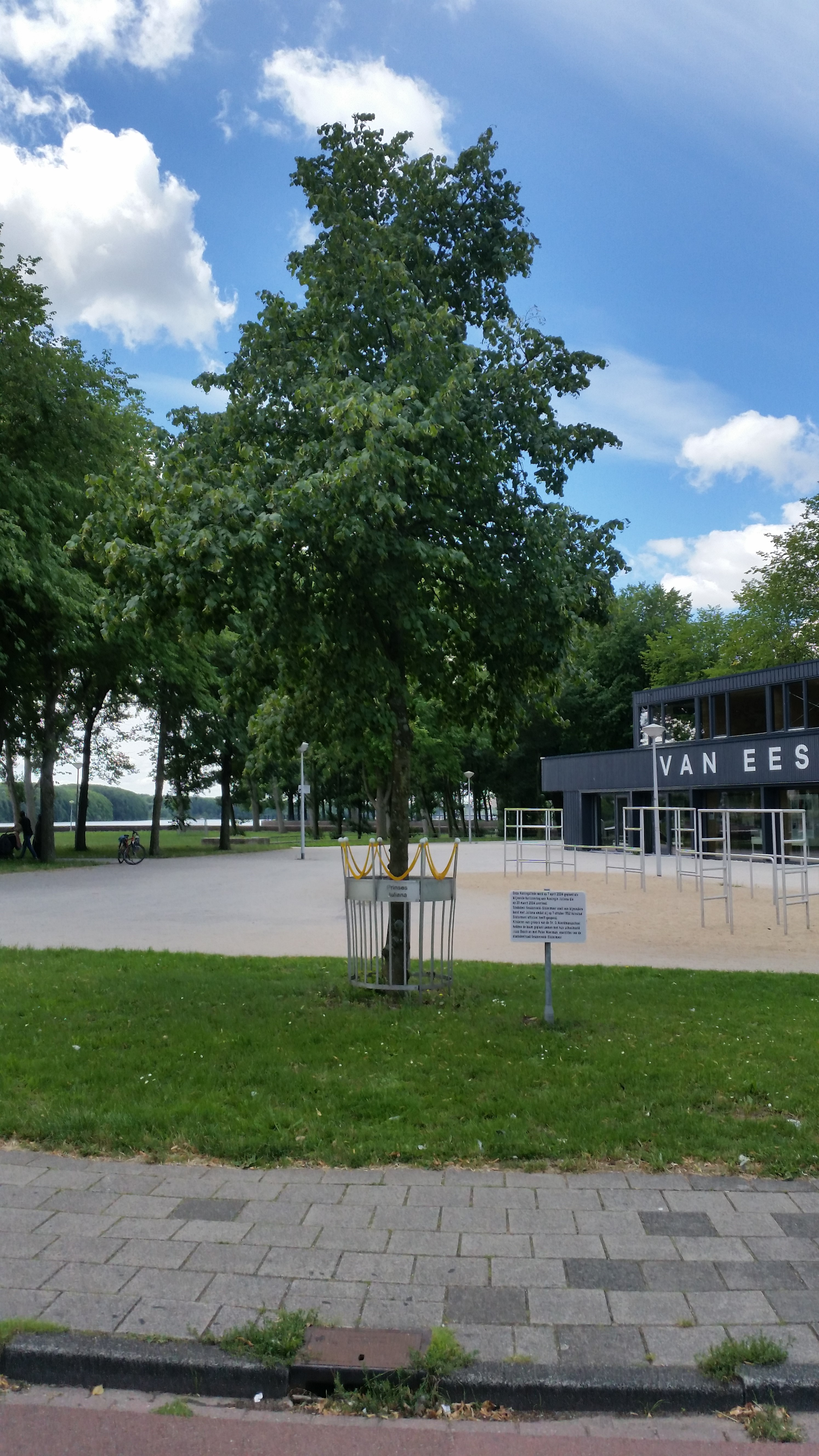
Juliana-Koningslinde; 2020.
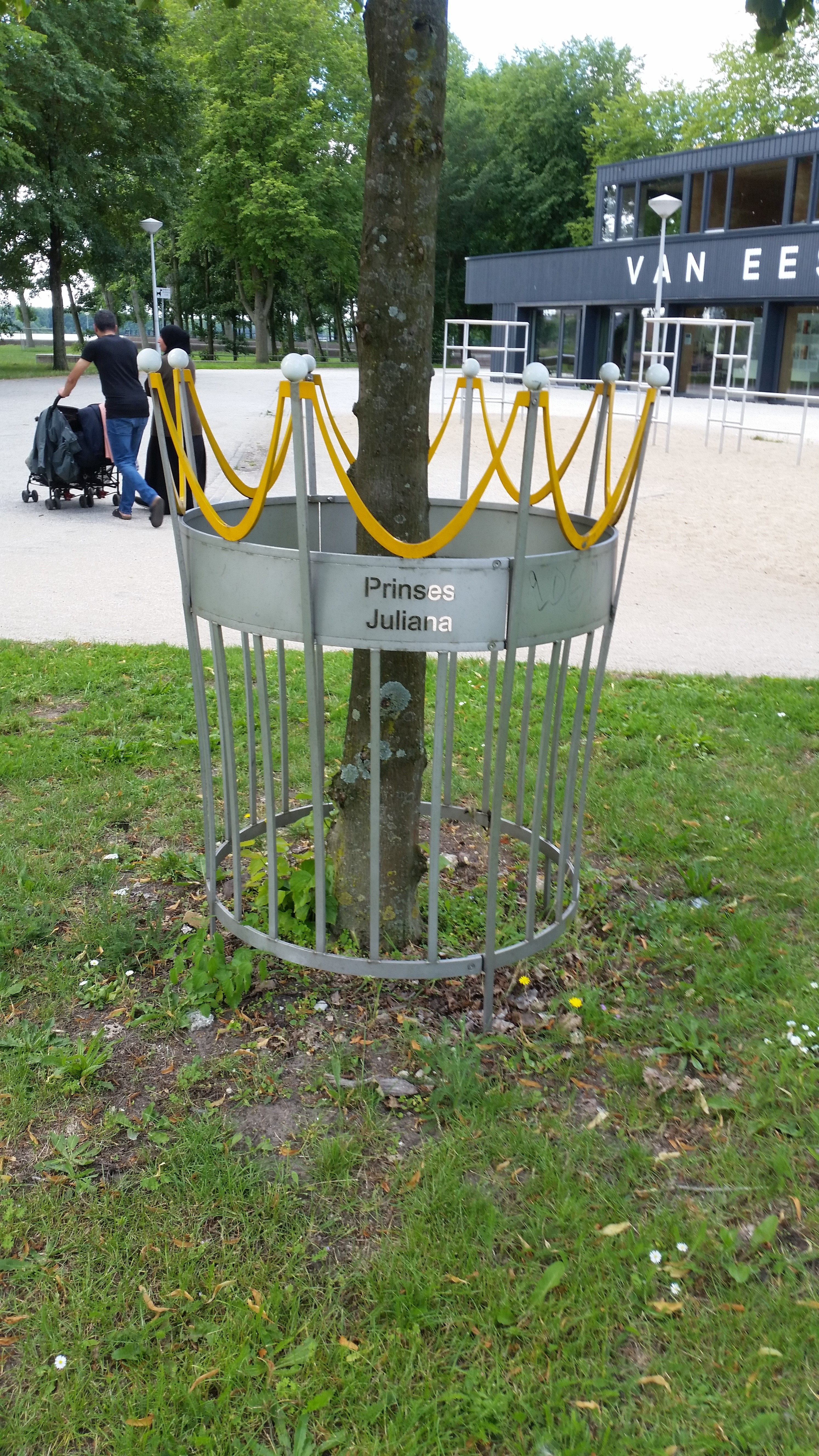
Juliana-Koningslinde; 2020.
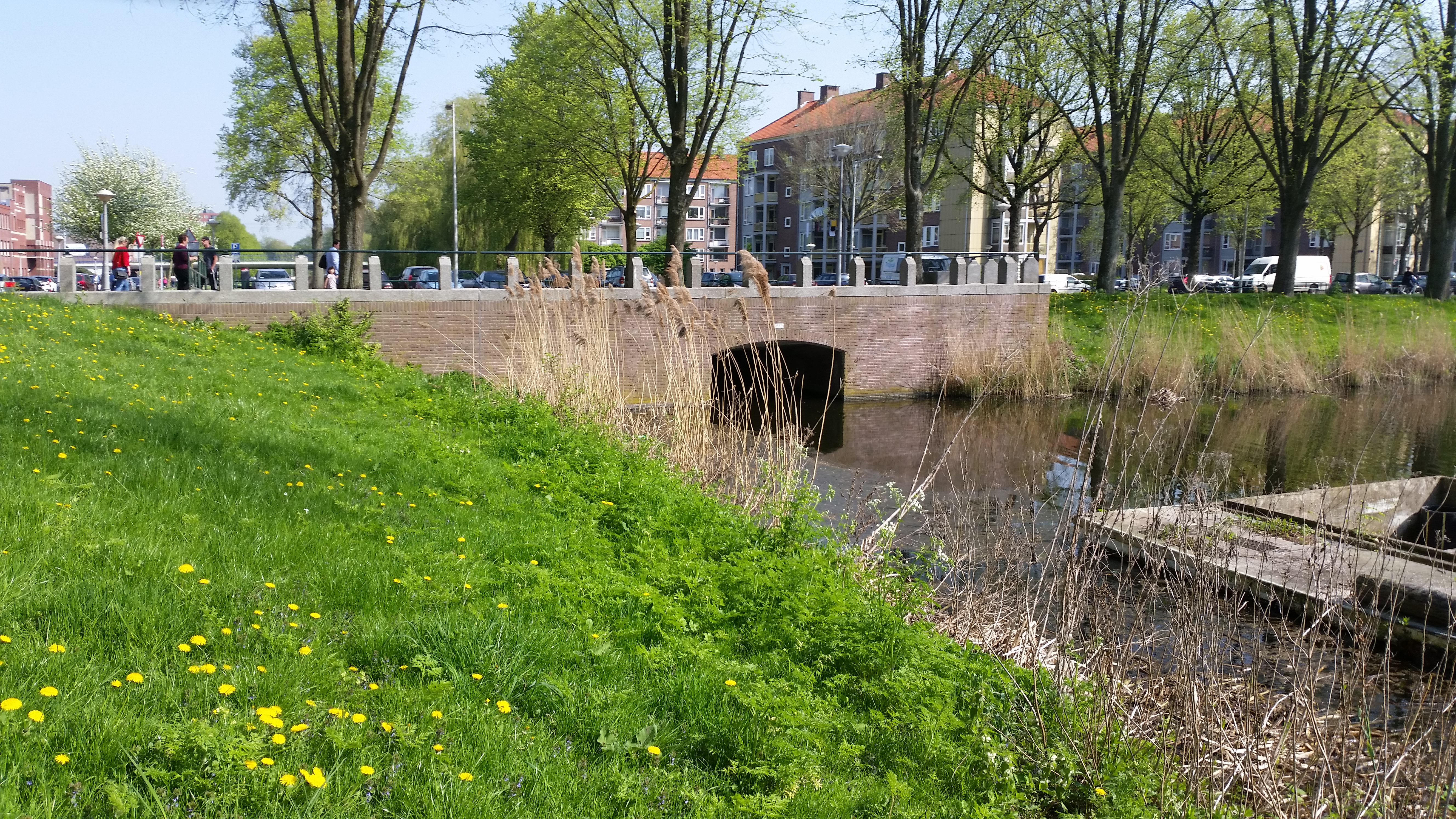
Dirk de Waterduikerbrug; 2018.